# Theodor Münz
Theodor Münz (* 7. April 1872 in Maulbronn; † 29. Dezember 1933 in Neckarsulm) war ein württembergischer Oberamtmann und Landrat.

## Leben
Münz, Sohn eines  Oberamtspflegers und evangelischer Konfession, studierte nach dem Besuch des Gymnasiums Tübingen von 1890 bis 1894 Regiminalwissenschaften in Tübingen und Berlin. Seit 1890/91 war er Mitglied der Burschenschaft Palatia Tübingen im ADB, der heutigen Alten Turnerschaft Palatia Tübingen. Er legte 1894 die erste und 1896 die zweite höhere Dienstprüfung ab.
Danach trat er in die württembergische Innenverwaltung ein. Er leitete als Oberamtmann das Oberamt Nagold von 1919 bis 1924 und das Oberamt Neckarsulm von 1924 bis 1933. 1928 erhielt er den Titel Landrat.